# Стэплдон, Роберт
Сэр Роберт Стэплдон дэ Стэплдон (англ. Robert Stapeldon de Stapeldon, 1909—1975) — британский государственный и колониальный деятель, губернатор Багамских островов (1960—1964).

## Биография
- 1956—1960 гг. — губернатор Восточной Нигерии,
- 1960—1964 гг. — губернатор Багамских островов.